# Showband Urk
De Showband Urk is een muziekkorps uit het Nederlandse dorp Urk. Het muziekkorps is opgericht in 1983 en bestaat uit verschillende onderdelen, zoals het Jachthoornkorps, het Jeugdkorps en het Kidskorps. In 2017 won het Jachthoornkorps goud in de categorie Show eerste divisie op het Wereld Muziek Concours in Kerkrade.